# Микола Григорчук
Микола Григорчук (нар. 17 грудня 1888, Бучачки, Снятинський район, Івано-Франківська область — помер 23 листопада 1979 року в Канаді) — відомий канадський політик українського походження, що проживав у Манітобі, Канада. Він був обранцем до Законодавчої Асамблеї Манітоби з 1920 по 1936-ті роки, та повторно з 1941 по 1945. Він був першим українцем, якого обрали до місцевої асамблеї в Манітобі.

## Життєпис
Григорчук народився в селі Бучачки (тепер Снятинський район, Івано-Франківська область, Україна). Навчався в Коломийській школі. Емігрував до Канади в 1897 році зі своєю сім'єю та оселився на півночі Ґілберт-Плейнс, провінції Манітоба. У 1911 році він переїхав до Етельберта, де працював комерсантом. У 1905 році Григорчук одружився з Неллі Дзаман. З 1917 по 1919 працював виконавчим керівником муніципалітету та водночас був членом спілки «Канадійських Лісників».
Григорчук був вперше обраний до Манітобської асамблеї на загальних виборах у 1920 році. Йдучи як «незалежний фермер», він легко обрався на Етельбертському виборчому окрузі. На виборах у 1922 він подавався як кандидат від «Спілки Фермерів Манітоби» ("United Farmers of Manitoba") та був переобраний без суттєвих проблем на відкладених післястрокових виборах.
«Спілки Фермерів Манітоби» тоді виграла вибори та сформувала уряд вже як «Прогресивна партія Манітоби». Григорчук підтримував кандидатуру Джона Брекена на пост прем'єр-міністра Манітоби та пізніше став прихильником уряду Брекена в асамблеї. Він переобирався до парламенту Манітоби в 1927 та 1932 роках.
Перед виборами в 1932 році «Прогресивна партія» сформувала альянс з «Ліберальною партією Манітоби». Це об'єднання потім призвело до повного злиття партій, тому члени уряду стали відомі як «Ліберально-Прогресивні».
Григорчук неочікувано програв вибори в 1936 році члену «Соціально-кредитної партії Манітоби» Вільяму Лісовському (також колишньому вихідцю з Галичини). У 1941 році Лісовський не йшов на переобирання, тому Григорчук на короткий час знову повернувся до лав парламенту.
На виборах 1945 року Микола Григорчук програв Михайлу Савчуку, набравши на 338 голосів менше. Це було кінцем кар'єри Григорчука в політиці. Його син, Михайло Григорчук, пізніше обирався до Асамблеї Манітоби з 1949 до 1966 років.
Микола Григорчук покинув бізнес у 1978 році, коли помер його син. Наступного року він помер у віці 90 років.